# Tornádó osztályú vitorlázás a 2008. évi nyári olimpiai játékokon
A 2008. évi nyári olimpiai játékokon a vitorlázás tornádó osztályú versenyszámának futamait augusztus 15. és 21. között rendezték a qingdaói olimpiai vitorlásközpontban.
A „tornádó” az egyetlen katamarán (kéttestű) hajótípus volt az olimpián – kialakításának köszönhetően a leggyorsabb volt valamennyi olimpiai hajó között. A fedélzetén ketten küzdöttek az elemekkel: nagy szélben óriási erőfeszítést igényelt a hajó kordában tartása, különösen hogy 2002 óta egy plusz orrvitorla (spinakker) és egy plusztrapéz felszerelését engedélyezte a nemzetközi szövetség.

## Szabályok
Tornádó hajóosztályban 10 futamot rendeztek, innen a legjobb tíz helyezett hajó folytathatta a versenyzést az éremfutamban. A versenyeken az elért helyezés alapján büntető pontokat kaptak a vitorlázók: mindenki annyit, ahányadik helyen végeztek – akinek a végén a legkevesebb pontja volt, az nyerte az aranyérmet. Eszerint az élboly a következő pontszámokat kapta: első 1; második 2; harmadik 3; negyedik 4; minden további helyezésenként plusz 1 büntető pontot kapott.

## Eredmények
Az eredmények pontban értendők. A rövidítések jelentése a következő:
| ?                                                    |
| Legrosszabb eredmény, ami az összpontszámból kiesik. |

- DNF: nem ért célba (alapfutamban 16, éremfutamban 22 büntető pontnak számít)
- DNS: nem indult (16 büntető pontnak számít)
- OCS: korai rajt miatt kizárták (16 büntető pontnak számít)

 megjegyzés Az éremfutamban minden pontszám duplázódott.

### Végeredmény
| H     | Név                                              | Nemzet                 | Futam | Futam | Futam | Futam | Futam | Futam | Futam | Futam | Futam | Futam | Futam | Össz | Net | Mj |
| H     | Név                                              | Nemzet                 | 1     | 2     | 3     | 4     | 5     | 6     | 7     | 8     | 9     | 10    | É     | Össz | Net | Mj |
| ----- | ------------------------------------------------ | ---------------------- | ----- | ----- | ----- | ----- | ----- | ----- | ----- | ----- | ----- | ----- | ----- | ---- | --- | -- |
| Arany | Fernando Echavarri Antón Paz                     | Spanyolország (ESP)    | 1     | 6     | 1     | 4     | 7     | 13    | 1     | 7     | 1     | 8     | 8     | 57   | 44  |    |
| Ezüst | Darren Bundock Glenn Ashby                       | Ausztrália (AUS)       | 5     | 4     | 3     | 1     | 5     | 9     | 2     | 8     | 7     | 4     | 10    | 58   | 49  |    |
| Bronz | Santiago Lange Carlos Espínola                   | Argentína (ARG)        | 13    | 1     | 1     | 12    | 5     | 4     | 6     | 1     | 9     | 1     | 12    | 69   | 56  |    |
| 4.    | Oskar Johansson Kevin Stittle                    | Kanada (CAN)           | 8     | 3     | 9     | 9     | 1     | 15    | 11    | 12    | 2     | 2     | 4     | 76   | 61  |    |
| 5.    | Mitch Booth Pim Nieuwenhuis                      | Hollandia (NED)        | 3     | 13    | 8     | 3     | 10    | 2     | 8     | 3     | 11    | 10    | 6     | 77   | 64  |    |
| 6.    | Leigh McMillan Will Howden                       | Nagy-Britannia (GBR)   | 6     | 8     | 13    | 8     | 14    | 7     | 7     | 2     | 3     | 12    | 2     | 82   | 68  |    |
| 7.    | Edoardo Bianchi Francesco Marcolini              | Olaszország (ITA)      | 15    | 9     | 4     | 2     | 8     | 4     | 6     | 11    | 8     | 6     | 16    | 89   | 74  |    |
| 8.    | Johannes Polgar Florian Spalteholz               | Németország (GER)      | 10    | 7     | 11    | 5     | 6     | 1     | 5     | 13    | 4     | 3     | DNF   | 87   | 74  |    |
| 9.    | Roman Hagara Hans-Peter Steinacher               | Ausztria (AUT)         | 12    | 10    | 14    | 10    | 11    | 3     | 3     | 9     | 5     | 5     | 14    | 96   | 82  |    |
| 10.   | Jordánisz Paszhalídisz Konsztandínosz Tringónisz | Görögország (GRE)      | 2     | 5     | 12    | 7     | 2     | 12    | 4     | 10    | 6     | 13    | DNF   | 95   | 82  |    |
| 11.   | Christophe Espagnon Xavier Revil                 | Franciaország (FRA)    | 7     | 2     | 10    | DNS   | 9     | 10    | 10    | 4     | 10    | 7     | –     | 85   | 69  |    |
| 12.   | Carolijn Brouwer Sébastien Godefroid             | Belgium (BEL)          | 11    | 11    | 5     | 6     | 3     | 8     | 13    | 6     | DNF   | 9     | –     | 88   | 72  |    |
| 13.   | Pavlo Kalincsev Andrij Safranyuk                 | Ukrajna (UKR)          | 4     | 15    | 6     | 13    | 15    | 11    | 12    | 14    | 13    | 11    | –     | 114  | 99  |    |
| 14.   | Lo Ju-csia Csen Hsziu-ko                         | Kína (CHN)             | 9     | 14    | OCS   | DNF   | 13    | 5     | 14    | 5     | 12    | 14    | –     | 118  | 102 |    |
| 15.   | John Lovell Charlie Ogletree                     | Egyesült Államok (USA) | 14    | 12    | 7     | 11    | 12    | 14    | 15    | 15    | 14    | 15    | –     | 129  | 114 |    |